# Arroyo Colorado
EL Arroyo Colorado es un curso fluvial uruguayo que atraviesa los departamentos de  Montevideo y Canelones. También es llamado arroyo de Abel dada su escasez de agua.
Nace en la Cuchilla Grande, separa a los departamentos de Montevideo del de Canelones y desemboca en el río Santa Lucía, tras recorrer alrededor de 11 km.
- Datos: Q703136